# Rutinització
La rutinització és, en sociologia, un procés a través del qual els individus interioritzen determinats comportaments o conductes que esdevenen una pauta normativitzada. Aquest procés permet simplificar la complexitat de l'entorn, així com economitzar els esforços en accions quotidianes per tal d'utilitzar-los en situacions noves i problemàtiques. Des d'un vessant antropològic, la rutinització és un recurs adaptatiu que permet minimitzar la complexitat de l'entorn en donar una sensació d'ordre i simplificar-ne la comprensió dels fets i la presa de decisions.
La rutina es genera quan es transformen interpretacions i conductes freqüents en hàbits quotidians, sobretot si són satisfactòries i eficaces per al conjunt de la societat. En interioritzar mentalment tot allò que li és quotidià o familiar, l'individu regula el seu comportament d'acord amb les seves pròpies experiències. En aquest sentit, en el decurs de la seva vida, l'individu fa un procés de rutinització en integrar noves experiències en accions quotidianes. Tanmateix, aquestes accions quotidianes obeeixen a unes normes i regles col·lectives, reconegudes i acceptades per la societat. Tot aquest procés, doncs, és el que dona significació a l'homogeneïtat de les conductes i dels comportaments socials.
Ser 'rutinari' és un tret del sentit comú i forma part de la majoria de les conductes quotidianes, unes conductes que Max Weber considera com accions tradicionals de comportament governades per una "racionalitat satisfaent”. És per aquesta raó que diferents enfocaments sociològics com l'interaccionisme simbòlic, la sociologia fenomenològica, l'etnometodologia o les teories de l'estructuració situen la rutinització com un dels fonaments de la vida social. Des del moment en què la vida col·lectiva es constitueix bàsicament d'experiències rutinàries, aquestes passen a ser regulades en concordança amb les normes i valors culturals en les quals es desenvolupen. Quan aquestes experiències esdevenen quotidianes, són percebudes com a 'inqüestionables'.
Segons Anthony Giddens la rutinització dona seguretat psicològica i permet el funcionament de l'individu en l'entorn social. En aquest sentit, es tendeix a pensar que la societat es comportarà amb els individus de la mateixa manera que els individus es comporten vers ella. En conseqüència, la rutinització de l'experiència suposa la creació d'unes pautes de comportament i, alhora, l'aparició d'unes expectatives sobre el comportament dels altres.
En definitiva, tot aquest seguit de circumstàncies que converteixen la rutinització en el que és, facilita la previsió de les accions alienes i l'adequació de les expectatives de cada individu, propiciant la institucionalització, la normativització i la ritualització dels comportaments de conducta, i dels rols en general, representant un dels principals suports de l'ordre social.